# العلاقات السويسرية اللاتفية
العلاقات السويسرية اللاتفية هي العلاقات الثنائية التي تجمع بين سويسرا ولاتفيا.

## مقارنة بين البلدين
هذه مقارنة عامة ومرجعية للدولتين:
| وجه المقارنة                                              | سويسرا                                                                                      | لاتفيا                                             |
| --------------------------------------------------------- | ------------------------------------------------------------------------------------------- | -------------------------------------------------- |
| المساحة (كم2)                                             | 41.28 ألف                                                                                   | 64.59 ألف                                          |
| عدد السكان (نسمة)                                         | 8.21 مليون                                                                                  | 1.93 مليون                                         |
| الكثافة السكانية (ن./كم²)                                 | 198.89                                                                                      | 29.88                                              |
| العاصمة                                                   | برن                                                                                         | ريغا                                               |
| اللغة الرسمية                                             | اللغة الألمانية، اللغة الإيطالية، لغة فرنسية، اللغة الرومانشية، الألمانية السويسرية الموحدة | اللغة اللاتفية                                     |
| العملة                                                    | فرنك سويسري                                                                                 | يورو، لاتس لاتفي، الروبل اللاتفي ‏، الروبل اللاتفي ‏ |
| الناتج المحلي الإجمالي (بليون دولار)                      | 678.89 مليار                                                                                | 30.26 مليار                                        |
| الناتج المحلي الإجمالي (تعادل القوة الشرائية) بليون دولار | 518.07 مليار                                                                                | 49.24 مليار                                        |
| الناتج المحلي الإجمالي الاسمي للفرد دولار أمريكي          | 80.94 ألف                                                                                   | 14.06 ألف                                          |
| الناتج المحلي الإجمالي للفرد دولار أمريكي                 | 59.54 ألف                                                                                   | 23.55 ألف                                          |
| مؤشر التنمية البشرية                                      | 0.930                                                                                       | 0.819                                              |
| رمز المكالمات الدولي                                      | +41                                                                                         | +371                                               |
| رمز الإنترنت                                              | .ch، .swiss ‏                                                                                | .lv                                                |
| المنطقة الزمنية                                           | توقيت وسط أوروبا، ت ع م+01:00، ت ع م+02:00، أوروبا/زيورخ ‏                                   | ت ع م+02:00، ت ع م+03:00، أوروبا/ريغا ‏             |

## مدن متوأمة
في ما يلي قائمة باتفاقيات التوأمة بين مدن سويسرية ولاتفية:
- ترتبط شفيتزنباخ مع آيزيبوتي باتفاقية توأمة.

## منظمات دولية مشتركة
يشترك البلدان في عضوية مجموعة من المنظمات الدولية، منها:
| علم المنظمة | اسم المنظمة                               | تاريخ انضمام سويسرا | تاريخ انضمام لاتفيا |
| ----------- | ----------------------------------------- | ------------------- | ------------------- |
|             | مؤسسة التمويل الدولية                     | 29 مايو 1992        | 29 سبتمبر 1993      |
|             | مجموعة أستراليا                           | 1987                | 2004                |
|             | يونسكو                                    | 28 يناير 1949       | 9 يوليو 1951        |
|             | مجموعة الموردين النوويين                  | ?                   | ?                   |
|             | مؤسسة التنمية الدولية                     | 29 مايو 1992        | 11 أغسطس 1992       |
|             | منظمة التعاون الاقتصادي والتنمية          | ?                   | 16 يونيو 2016       |
|             | المركز الدولي لتسوية المنازعات الاستشارية | 14 يونيو 1968       | 7 سبتمبر 1997       |
|             | وكالة ضمان الاستثمار متعدد الأطراف        | 12 أبريل 1988       | 21 أغسطس 1998       |
|             | منظمة حظر الأسلحة الكيميائية              | ?                   | ?                   |
|             | الاتحاد الدولي للاتصالات                  | 1866                | 11 ديسمبر 1921      |
|             | الأمم المتحدة                             | 10 سبتمبر 2002      | 17 سبتمبر 1991      |
|             | منظمة الشرطة الجنائية الدولية             | ?                   | ?                   |
|             | البنك الدولي للإنشاء والتعمير             | 29 مايو 1992        | 11 أغسطس 1992       |
|             | منظمة الأمن والتعاون في أوروبا            | 25 يونيو 1973       | 10 سبتمبر 1991      |
|             | الاتحاد البريدي العالمي                   | ?                   | ?                   |
|             | منظمة التجارة العالمية                    | ?                   | 1999                |
|             | الفريق المعني برصد الأرض                  | ?                   | ?                   |
|             | المنظمة الأوروبية لسلامة الملاحة الجوية   | 1992                | 2011                |
|             | مجلس أوروبا                               | ?                   | ?                   |

## وصلات خارجية
- موقع وزارة الخارجية السويسرية
- موقع وزارة الخارجية اللاتفية